# Dysauxes innotata
Dysauxes innotata är en fjärilsart som beskrevs av Naufock 1934. Dysauxes innotata ingår i släktet Dysauxes och familjen björnspinnare. Inga underarter finns listade i Catalogue of Life.